# Shikoku
Shikoku (四国 "fire provinser") er en ø i Japan. Den er den mindste og den mindst befolkede af de fire japanske hovedøer. Øen har et areal på 18.297 km2
og et indbyggertal på 3.845.534 (2015) indbyggere. Blandt øens større byer er Tokushima, Takamatsu og Matsuyama.